# United States Ship
USS de

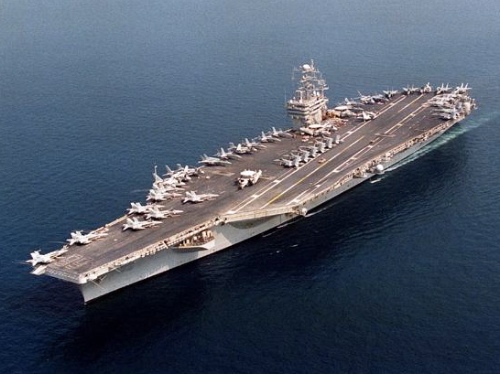
El USS Nimitz (1997), en maniobras, en Aguas del Océano Pacífico

United States Ship o USS (en español "Buque de los Estados Unidos") es un acrónimo naval que se antepone al nombre o número de identificación de todos los buques de la Armada de Estados Unidos. Así, en referencias formales, un buque de la armada estadounidense no se consigna, por ejemplo, Maine, sino USS Maine. Esta norma se aplica solamente a los barcos en servicio activo (commissioned, en idioma inglés); antes de su puesta en servicio o tras su retirada del servicio activo sólo se refiere a ellos por su nombre, sin el prefijo USS.
Anteriormente, durante parte del siglo XIX, la armada estadounidense utilizó acrónimos específicos para ciertos tipos de barcos, como "USF" ("United States Frigate") para el caso de las fragatas, o "USFS" ("United States Flagship") tratándose de un buque insignia de una flota.
Durante la Guerra de Secesión los barcos confederados utilizaron el acrónimo CSS, por Confederate States Ship (en español "buque de los Estados Confederados"), mientras que las unidades de la Unión conservaron la designación USS.

## Uso en la ficción
En la serie de ciencia ficción Star Trek (Viaje a las estrellas) las siglas USS que preceden a los nombres de las naves estelares (como la USS Enterprise) no está claro a que corresponde, según algunos episodios o películas sería corresponden a United Space Ship "Nave del Espacio Unido" de la Federación Unida de Planetas, según otros sería United Star Ship "Nave Espacial Unida", quizás también podría ser United Space Spaceship Nave Espacial (Spaceship) del Espacio Unido.
Otra explicación sería que la palabra "ship", en inglés, se refiere a "nave", es un genérico, ya que "nave" puede referirse a tanto a barcos, aeronaves, astronaves, así que bien cabría "United States Ship" como "Nave de los Estados Unidos" usando genéricamente la palabra "ship" como "nave" y en este caso particular aplicada a una astronave.